# Xanthogryllacris timoriensis
Xanthogryllacris timoriensis är en insektsart som först beskrevs av Heinrich Hugo Karny 1931.  Xanthogryllacris timoriensis ingår i släktet Xanthogryllacris och familjen Gryllacrididae. Inga underarter finns listade i Catalogue of Life.